# Urváry Lajos
Urváry Lajos (Lupinjak, 1841. december 31. – Budapest, 1890. május 8.) újságíró, a Pesti Napló szerkesztője, országgyűlési képviselő.

## Pályája
Bajor eredetű családból származott, nagyapja Herrenröther néven költözött Magyarországra.
Az 1860-as évek elején jogászként foglalkozott a szépirodalommal, de már 1860–1861-ben az első Hölgyfutár munkatársa, 1865 és 1869 között több más lap szerkesztőségének is dolgozott. 1868-ban megalapította és szerkesztette a Századunk című politikai napilapot, és amikor az 1869. december elsején összeolvadt a Pesti Naplóval, ennek szerkesztését is – Kemény Zsigmond főszerkesztő mellett – Urváry vette át. Kemény Zsigmond később megvált a Pesti Naplótól, és a lap egyedüli szerkesztője Urváry Lajos lett.
Az 1860-as évek végétől valóságos nagyhatalom volt a főváros újságírói körében. Ismert politikusok keresték barátságát, a hatvanhetes pártot a hivatásos újságíró leleményességével támogatta. Az 1869–1872 közötti parlamenti ciklusra országgyűlési képviselővé választották. Amikor a kiegyezés utáni években az írók és újságírók társaságot alapítottak, őt választották meg elnöknek. Tagja volt az írói segélyegylet igazgatói választmányának és a fővárosi képviselőtestületnek is. 1885-ben feleségül vette Helvey Laura színésznőt, 1887-ben megvált a Pesti Napló szerkesztésétől. Három évvel később nyelvrák következtében hunyt el.
Történelmi elbeszélései Babérlevelek címen két kötetben jelentek meg Kalocsán, 1861-ben.